# پریکیا

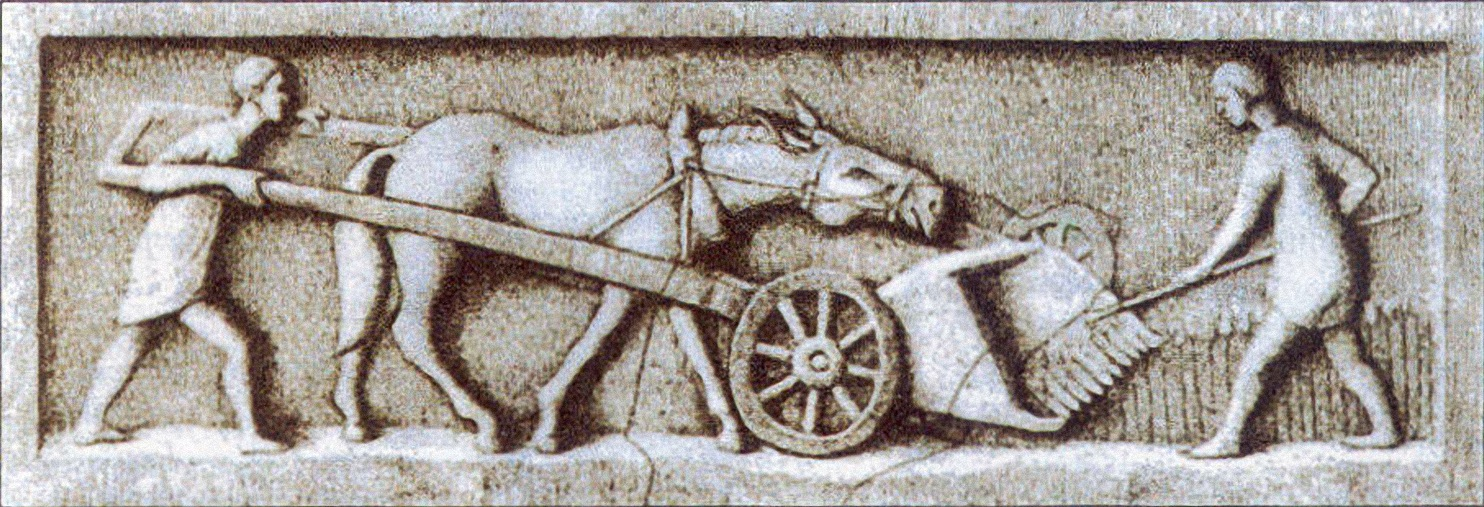
دروگران رومی، نسخه تریر

پریکیا (انگلیسی: Precarium) که گاهی پرکاریو هم نامیده می‌شود، نوعی عقد قرارداد بود که در آن املاک مختلفی به اختیار مالک زمین، در اجاره و یا تملک مستاجر قرار می گرفت. هرگونه تغییرات و به ویژه حق فسخ پریکیا تنها در اختیار مالک زمین بود. پریکیا در تاریخ امپراتوری روم ظهور کرد و طی قرون وسطی، در قالب مباحث حقوقی فئودالیسم گنجانده شد.